# Церковь Петра и Павла (Вирма)
Церковь Петра и Павла — православный храм в чести апостолов Петра и Павла Костомукшской епархии, Карельской митрополии Русской православной церкви в селе Вирма Беломорского района Республики Карелии. Построена в 1695 году. Памятник архитектуры деревянного зодчества.